# Lista dos reis de Israel e Judá

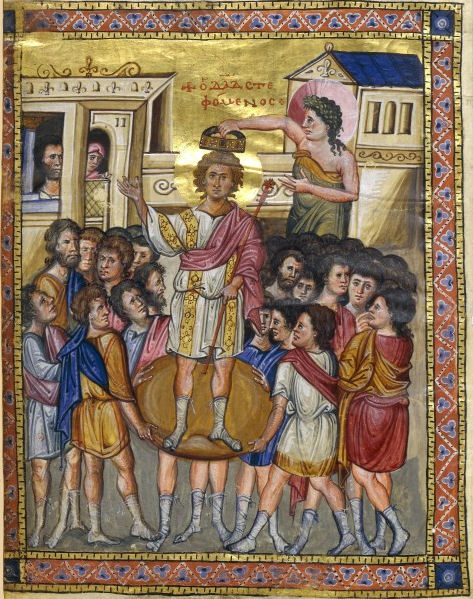
Rei David sendo coroado.

Lista de reis de Israel e Judá esta relacionada nesta lista. Contendo os reis do Reino Unido de Israel durante e após sua separação e as dinastias da Judeia, Hasmoneia e Herodiana. 

## Reino Unido de Israel e Judá

### Casa de Gideão
- Abimeleque - Filho de Gideão, auto-declarado rei de Israel. [1]

### Casa de Saul
De acordo com a Bíblia, as Tribos de Israel viviam em uma confederação lideradas por juízes. Esta confederação israelita da era dos juízes antes da Monarquia Unida também é considerada uma espécie de república. Por volta de 1020 a.C, sob grande ameaça de povos estrangeiros, as tribos se unificaram para formar o Reino Unido de Israel e Judá. Samuel ungiu Saul como primeiro rei da nação israelita. 
- Saul (1020-1000 a.C)
- Isbosete (1000-995 a.C).. Reinou apenas nas tribos do Norte.

### Casa de David
- David (1003-970 a.C).. Fez de Jerusalém como capital.
- Salomão (970-931 a.C)
- Roboão (931-915 a.C).. Em seu reinado ocorreu o cisma entre Judá e Israel, se separando em dois reinos.

## Reino de Israel
Reino ao norte na Samaria. 

#### Primeira Dinastia Israelense
- Jeroboão I (931-910 a.C)
- Nadabe (910-909 a.C)

#### Segunda Dinastia Israelense
- Baasa (909-886 a.C)
- Elá (886-885 a.C)

#### Não Dinástico
- Zimri (884 a.C)

#### Terceira Dinastia
- Omri (884-873 a.C)
- Acabe (873-852 a.C)
- Acazias (852-849 a.C)
- Jorão (849-840 a.C)

#### Quarta Dinastia
- Jeú (840-814 a.C)
- Joacaz (814-798 a.C)
- Joás (798-782 a.C)
- Jeroboão II (782-753 a.C)
- Zacarias (752-749 a.C)

#### Não Dinástico
- Salum (749 a.C)

#### Quinta Dinastia
- Menaém (748-738 a.C)
- Pecaías (738-736 a.C)

#### Não Dinástico
- Peca (736-732 a.C)
- Oseias (732-722 a.C)

## Reino de Judá

#### Casa de David
- Abias (913-911 a.C)
- Asa (911-870 a.C)
- Jeosafá (870-845 a.C)
- Jorão (851-843 a.C)
- Ocozias (842-840 a.C)

#### Casa de Omri
- Atália (840-836 a.C)

#### Casa de David(Restaurada)
- Joás (842-802 a.C)
- Amassias (805-776 a.C)
- Uzias (788-737 a.C)
- Jotão (758-742 a.C)
- Acaz (742-726 a.C)
- Ezequias (726-697 a.C)
- Manassés (697-642 a.C)
- Amom (642-640 a.C)
- Josias (640-609 a.C)
- Joacaz (609 a.C)
- Joaquim (609-598 a.C)
- Jeconias (598-597 a.C)
- Zedequias (597-586 a.C)

## Reino da Judéia

#### Dinastia Asmoniana
- Matatias (166 a.C).. Líder da Revolta Macabeia
- Judas Macabeu (166-160 a.C)
- Jônata (160-143 a.C)
- Simão Macabeu (143-135 a.C)
- João Hircano I (135-104 a.C)

- Aristóbulo I (104-103 a.C)
- Alexandre Janeu (103-76 a.C)
- Salomé Alexandra (76-67 a.C)
- Aristóbulo II (67-63 a.C)
- Hircano II (63-40 a.C)
- Antígono (40-37 a.C)

#### Dinastia Herodiana
- Herodes (37-4 a.C)
- Herodes Arquelau (4 a.C - 6)
- Interregno (6-41).. Governo do Sinédrio em conjunto com o domínio romano.
- Herodes Agripa I (41-44)
- Herodes de Cálcis (44-48)
- Herodes Agripa II (48-73)